# ساكي ملتحي بني الظهر
ساكي ملتحي بني الظهر أو الشيربوط بني الظهر (الاسم العلمي: Chiropotes israelita) (بالإنجليزية: Brown-backed Bearded Saki)‏ هو نوع من الحيوانات يتبع جنس الساكي الملتحي من فصيلة السعادين الساكية.